# Dritter
Dritter ist die Nummer Drei einer Serie oder eine von drei oder mehr Personen.

## Soziologie und Psychoanalyse

### Überblick
In der soziologischen Theorie ist „der Dritte“ die Figur, die innerhalb der Interaktion (soziale Interaktion oder Intersubjektivität) über „Ich“ und „Du“ (ego und alter ego) hinaus neue Funktionen für die Kommunikation übernimmt, die zwischen zwei Interaktionspartnern noch nicht möglich sind (Vermittler, Schiedsrichter, der begünstigte Dritte, der Sündenbock, der Intrigant, der Übersetzer etc.). In den letzten Jahren verdichten sich Erkenntnisinteressen an der Figur und Funktion des „Dritten“. Impulse aus der Philosophie, Psychoanalyse und Literaturwissenschaft verarbeitend, wird in der Soziologie systematisch eine Position des „Dritten“ bestimmt, in der – prinzipiell von „ego“ und „alter“ unterschieden – konstitutive Funktionen für Subjektbildung und Sozialität erkannt werden.
Außerhalb der Soziologie spielen die Theoreme von Freud und Lacan, von Levinas, Serres und Girard eine zentrale Rolle; innerhalb der Soziologie sind neben den klassischen Beiträgen von Simmel auch neuere Ansätze zu einer Thematisierung des Dritten zu verzeichnen – etwa in der soziologischen Systemtheorie (Luhmanns „Beobachter“) und in der Theorie der rationalen Entscheidung (Colemans „Agent“). Grundlegend für diese Diskussion ist die Unterscheidung zwischen Sozialtheorie (wie wird der Gegenstand soziologischer Forschung bestimmt; wie funktioniert Soziales überhaupt?) und Gesellschaftstheorie (In welcher Gesellschaft leben wir?).
Die Reflexion auf die Figur des Dritten bezieht sich zunächst auf die konstitutiven sozialtheoretischen Annahmen der verschiedenen soziologischen Ansätze. Diese rekurrieren in sozialtheoretischer Hinsicht gegenwärtig zumeist – in verschiedenen Varianten – auf die ego-alter-Dyade („doppelte Kontingenz“, „Kampf um Anerkennung“, „praktische Intersubjektivität“, „symbolische Interaktion“, „Identität und Alterität“ etc.) als Ausgangspunkt ihrer Anschlussbeobachtungen. Die systematische Reflexion auf den Status des „Dritten“ („der“ personale Dritte, nicht „das“ Dritte wie Sprache oder System oder soziale Ordnung) verändert das Verständnis von Sozialität und eröffnet damit neue soziologische Beobachtungsmöglichkeiten.
So wie die Kategorie des „Anderen“ eine Fülle von Aspekten und Funktionen bündelt (Herr und Knecht, Kooperation, Tausch, Konflikt, Fürsorge), so auch der „Dritte“ (Beobachter, Beauftragter, Mediator, Richter, Hybrid, der "dritte Raum", Sündenbock, "Parasit", Koalitionär).
Die „Figur des Dritten“ verkörpert strukturell die Möglichkeit von Anwesenheit/Abwesenheit; insofern bildet sie den sozialtheoretischen Dreh- und Angelpunkt, wenn es um die Bestimmung der „Grenzen des Sozialen“ sowie um den Übergang von der Interaktion (unter Anwesenden) zur Institutionalisierung geht. In der Reflexion seiner Position verknüpfen sich akteurs- und systemtheoretische Herangehensweisen. Der Blick des Dritten stiftet Differenzen zwischen Alter und Ego und gleicht sie aus in einem Maße, das der Dyade aus sich heraus nicht möglich wäre. Die triadische Position ist basal für das Hervorrufen und Wahrnehmen von Ungleichheit, aber auch für die Erwartung der Gerechtigkeit (Neutralität, Richter). Insofern ist der sozialtheoretische Übergang vom „Anderen“ zum „Dritten“ folgenreich auch für die Gesellschaftstheorie.

## Recht

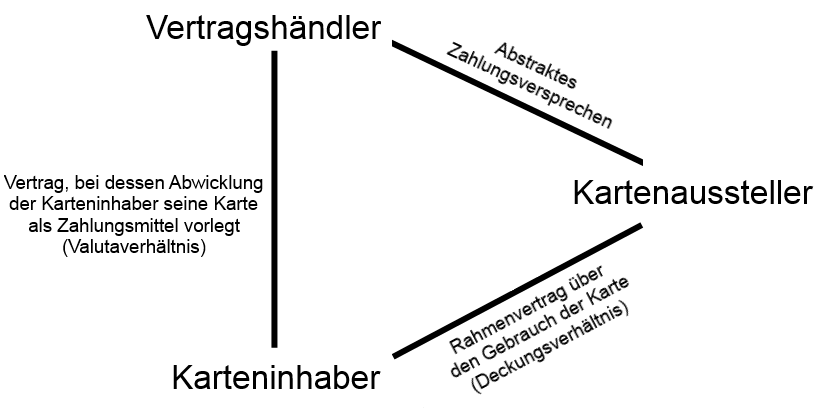
Dreipersonenverhältnis bei Benutzung einer Kreditkarte.

Dritter ist in der Rechtswissenschaft jedes Rechtssubjekt (natürliche oder juristische Person), das neben zwei anderen an einem Rechtsverhältnis beteiligt ist und mit eigenen Rechten oder Pflichten ausgestattet sein kann. 
Beispiele aus dem deutschen Schuldrecht sind die Leistungserbringung durch Dritte (§ 267 BGB), der Leistungsbestimmung durch Dritte (§ 317 BGB) oder der Vertrag zugunsten Dritter (§ 328 BGB). Hier ist der Dritte weder Schuldner noch Gläubiger. Die Drittschadensliquidation setzt voraus, dass ein Schaden nicht beim Anspruchsinhaber eingetreten ist, sondern bei einem geschädigten Dritten. Der Begriff Dritter bezieht sich nicht nur auf schuldrechtliche Beziehungen. Dritter kann auch einfach ein anderer sein, der in eine Rechtsbeziehung zu einer Person tritt; es braucht insoweit keinen „Zweiten“. Die Eigenschaft als Dritter ist daher nicht zwingend von einem Vorhandensein zweier anderer Rechtssubjekte abhängig. Beispielsweise kann der Eigentümer einer Sache mit der Sache nach Belieben verfahren und andere von jeder Einwirkung ausschließen, soweit nicht das Gesetz oder Rechte Dritter entgegenstehen (§ 903 BGB). 
Dritter im Sinne der Datenschutz-Grundverordnung ist „eine natürliche oder juristische Person, Behörde, Einrichtung oder andere Stelle, außer der betroffenen Person, dem Verantwortlichen, dem Auftragsverarbeiter und den Personen, die unter der unmittelbaren Verantwortung des Verantwortlichen oder des Auftragsverarbeiters befugt sind, die personenbezogenen Daten zu verarbeiten“ (Art. 4 Nr. 10 DSGVO).
Nach der Entscheidung des Bundesverfassungsgerichts im Lüth-Urteil von 1956 sind die Grundrechte nicht nur im Verhältnis des einzelnen zum Staat von Bedeutung, sondern strahlen bei der Auslegung von zivilrechtlichen Vorschriften auch in das Privatrecht aus. Damit entfalten sie auch im Verhältnis zwischen zwei Bürgern zumindest eine sog. mittelbare Drittwirkung.
Im Verwaltungsrecht gibt es Verwaltungsakte, die den Adressaten begünstigen, einen anderen jedoch belasten (Verwaltungsakte mit Drittwirkung).
Im Strafrecht kann das Dazwischentreten Dritter die Zurechnung des tatbestandlichen Erfolgs und damit die Strafbarkeit des Täters ausschließen.
Auch prozessual können an einem Rechtstreit Dritte beteiligt sein, etwa bei einer Drittanfechtungsklage oder Drittwiderspruchsklage. Sind im Verwaltungsprozess an dem streitigen Rechtsverhältnis Dritte derart beteiligt, dass die Entscheidung auch ihnen gegenüber nur einheitlich ergehen kann, so sind sie beizuladen (§ 65 Abs. 2 VwGO). Dritte sind hier weder der Kläger noch der Beklagte (§ 63 Nr. 3 VwGO).
Bei völkerrechtlichen Verträgen ist Drittstaat (oder Drittland) jeder Staat, der nicht Vertragspartei des betreffenden Vertrags ist. So sind im Verhältnis zu den Mitgliedstaaten der Europäischen Union alle Nicht-EU-Staaten „Drittstaaten“.

## Sport
Im Sport ist Dritter der Drittplatzierte und damit der Gewinner der Bronzemedaille. Üblicherweise steht der Dritte mit auf dem Siegerpodest. Bei Gleichstand können gegebenenfalls auch mehrere dritte Plätze vergeben werden.